# Nancy Cunard

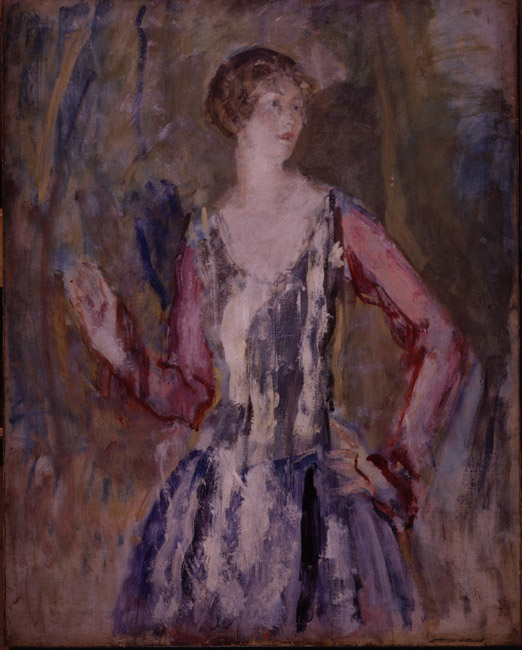
Nancy Cunard, Öl auf Leinwand von Ambrose McEvoy, um 1920

Nancy Clare Cunard (* 10. März 1896 in Nevill Holt, Leicestershire, England; † 17. März 1965 in Paris) war eine britische Publizistin, Dichterin und Verlegerin. Die reiche Erbin galt als radikale und feministische Exzentrikerin. Sie engagierte sich energisch gegen Rassismus und sympathisierte mit den Kommunisten. Sie  setzte sich für die Angeklagten im skandalösen Scottsboro-Prozess ein, agitierte gegen Mussolini, Franco und das nationalsozialistische Deutschland.

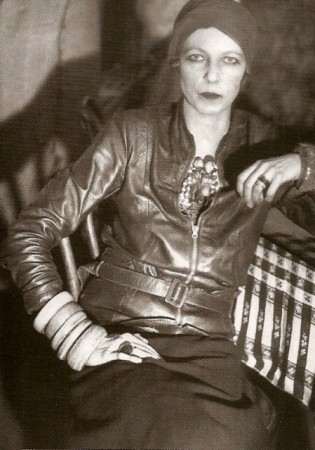
Nancy Cunard, Fotografie, 1932

## Leben
Nancy Cunard war das einzige Kind von Sir Bache Cunard, 3. Baronet (1851–1925), einem Enkel des Begründers der Reederei Cunard Line, Samuel Cunard, der sich für Polo und Fuchsjagden interessierte, und seiner aus Kalifornien stammenden vermögenden Ehefrau Maud Alice Burke (1872–1948). Anders als ihre Eltern, die ihren Lebensstil und die gehobene Gesellschaft genossen, hatte Nancy schon in jungen Jahren eine Abneigung dagegen. Nancy erhielt eine umfassende Ausbildung, sprach mehrere Fremdsprachen und zeigte sich an Kunst und Mythologie interessiert – sie galt als frühreif und ausgesprochen intelligent. George Moore, ein Freund der Familie, weckte in ihr das besondere Interesse an Poesie und Literatur. Ab dem vierzehnten Lebensjahr besuchte Nancy mehrere Privatschulen in England, Deutschland und Frankreich. Sie freundete sich mit Intellektuellen an, suchte den Umgang mit Andersdenkenden. Der Freundeskreis – unter anderem Iris Tree, Lady Diana Cooper, Osbert Sitwell und Raymond Asquith –, der als Corrupt Coterie berühmt werden sollte, verbrachte die Abende über Politik und Poesie diskutierend in den Pariser Cafés. Nach ihrer Rückkehr nach England heiratete Nancy Cunard zur Überraschung ihrer Familie und Freunde 1916 in London den Offizier und Cricketspieler Sir Sydney Fairbairn (1894–1956). Die Ehe endete nach 20 Monaten mit einer formellen Trennung; 1925 folgte die Scheidung, 1926 nahm sie wieder ihren Mädchennamen an.
Ihr Umzug nach Paris in den 1920er Jahren war für sie eine Chance, ihrem Elternhaus und der bedrückenden Enge des Ehelebens zu entkommen und unabhängig zu leben. Sie verkehrte in Künstlerkreisen des Surrealismus, Realismus und Dadaismus, trank viel Alkohol und – so wird vermutet – experimentierte auch mit Marihuana. Zudem veröffentlichte sie ihre ersten Gedichtbände, Outlaws, gefolgt von Sublunary und Parallax. Aldous Huxley war einer ihrer Liebhaber und sie wurde zu seiner Muse. Letzteres galt ebenso für Ernest Hemingway, James Joyce, Constantin Brâncuși, Wyndham Lewis, Tristan Tzara, Louis Aragon, William Carlos Williams und Man Ray. Nancy schrieb selbst: Während ihrer Zeit in Paris entstanden viele Gedichte, die schließlich gesammelt veröffentlicht wurden. Im Jahr 1927 kaufte Cunard das alte Bauernhaus „La maison du puits carré“ in La Chapelle-Réanville, Haute-Normandie – wohin sie bekannte Künstler und Schriftsteller einlud.
Nach acht Jahren des sorglosen Lebens beschloss Nancy 1928, einen eigenen Verlag zu gründen, der seinen Sitz in der Nähe des berühmten Pariser Buchladens Shakespeare and Company hatte. „The Hours Press“ sollte Experimentelle Lyrik fördern. Cunard bezahlte ihre Autoren anständig und konnte Risiken eingehen, die anderen Verlagen nicht möglich waren. Ihre Bücher waren handwerklich produziert und schön gestaltet.
The Hours Press übernahm Bill Birds Three Mountain Press (dort waren Bücher von Ezra Pound, William Carlos Williams, Robert McAlmon und Ernest Hemingways In Our Time erschienen) und veröffentlichte Werke von George Moore (Peronnik the Fool, 1928; The Talking Pine, 1931), Ezra Pound (A Draft of XXX Cantos, 1930), Laura Riding und Robert Graves, Norman Douglas (One Day, 1929), Richard Aldington (Hark the Herald, 1928; The Eaten Heart, 1929; Last Straws, 1930), Alvaro Guevara, Arthur Symons (Mes souvenirs, 1929), das erste Buch von Samuel Beckett (Whoroscope, 1930), Havelock Ellis, Louis Aragon, Roy Campbell, Walter Lowenfels (Apollinaire: an Elegy, 1930), die imaginistischen Gedichte John Rodkers, Bob Brown (Words, 1931), Harold Acton, Brian Howard (God Save the King, 1930), den Katalog Gemälde, Zeichnungen und Gouachen von Eugene McCown (1930), im selben Jahr erschien Henry Crowders Henry-Music mit Crowders Partituren und Gedichten von Cunard, Aldington, Lowenfels, Beckett und Harold Acton.

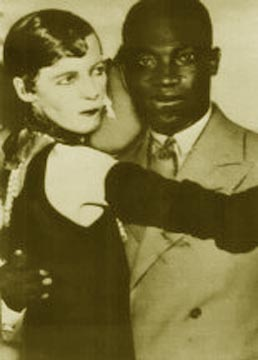
Nancy Cunard und Henry Crowder, Fotografie, 1928

Im Jahr, in dem sie ihren Verlag gründete, lernte sie den afroamerikanischen Jazz-Pianisten Henry Crowder (1890–1955) kennen. Die beiden verliebten sich ineinander und lebten schließlich zusammen. Allein die Tatsache, dass ihre Tochter mit einem Afroamerikaner zusammen war, sorgte bei Nancys Mutter für Aufregung und Empörung. Zudem begann die „Salonrebellin“, sich offiziell gegen Rassismus zu engagieren. Sie veröffentlichte Anthologien mit schwarzen Schriftstellern, was in der Presse für Schlagzeilen sorgte und unter anderem den Ku-Klux-Klan auf die Verlegerin aufmerksam machte. Sie bekam Drohungen und Hassbriefe, und die eigene Mutter zeigte sie bei der Polizei an. Doch die junge Frau ließ sich davon nicht einschüchtern. Neben ihrem Einsatz gegen Rassentrennung kämpfte sie auch gegen den Faschismus. Im Spanischen Bürgerkrieg half sie vor Ort in den Flüchtlingslagern und in Zusammenarbeit mit dem Lyriker Pablo Neruda verfasste sie antifaschistische Artikel für den Manchester Guardian. Aufgrund einer Erkrankung kehrte sie zurück nach Paris und schloss sich der französischen Résistance an, um weiter politisch aktiv zu bleiben und für ihre Grundsätze zu kämpfen.
Nach dem Zweiten Weltkrieg reiste die Trägerin der Rosette der Légion d’honneur (1947) ausgiebig, während sie als freie Korrespondentin über die Auswirkungen des Kolonialismus schrieb. Anfang der 1960er Jahre verschlechterte sich ihr Gesundheitszustand zusehends, sowohl körperlich als auch geistig, und sie wurde in Paris in die Psychiatrie eingeliefert. Im März 1965 fanden Polizisten Nancy Cunard bewusstlos am Straßenrand. Sie starb wenige Tage später im Alter von 69 Jahren im Hôpital Cochin an den Folgen ihres exzessiven und teilweise sehr ärmlichen Lebensstils. Ihre Asche wurde auf dem Cimetière du Père-Lachaise in Paris bestattet.

## Namen in verschiedenen Lebensphasen
- 1896–1916 Nancy Clare Cunard
- 1916–1926 Nancy Clare, Lady Fairbairn
- 1926–1965 Nancy Clare Cunard

## Werke
| - 1921 Outlaws. Elkin Mathews, London - 1923 Sublunary. Hodder & Stoughton, London, New York - 1925 Parallax. L. & V. Woolf, London - 1931 Black and White Man Ladyship - 1934 Negro. Anthology. Nancy Cunard at Wishart & Co., London. - 1937 Authors Take Sides - 1937 Los poetas del mundo defienden al pueblo español, mit Pablo Neruda - 1942 The White Man’s Duty: An analysis of the colonial question in the light of the Atlantic Charter, mit George Padmore | - 1942 Poems for France. La France Libre, London - 1944 Releve into Marquis - 1954 Grand Man: Memories of Norman Douglas. Secker & Warburg, London. Biografie - 1956 GM: Memories of George Moore. Rupert Hart-Davis, London. Biografie - 1969 These Were the Hours: Memories of My Hours Press, Reanville and Paris, 1928–1931. Edited with a foreword by Hugh Ford. Southern Illinois University Press, Carbondale. Posthum - 1971 Thoughts About Ronald Firbank |

## Sekundärliteratur
- Lois Gordon: Nancy Cunard. Heiress, Muse, Political Idealist. Columbia University Press, New York/Chichester 2007, ISBN 0-231-13938-1.
- Unda Hörner: Nancy Cunard. Enfant terrible der Pariser Bohème. Edition Ebersbach, 2003, ISBN 3-934703-24-0.
- Unda Hörner: Nancy Cunard. Zwischen Black Pride und Avantgarde. Ebersbach & Simon, Berlin 2021, ISBN 978-3-86915-226-4.
- John Lucas: Nancy Cunard. Poems of Nancy Cunard from the Bodleian Library. Trent Editions, Nottingham 2005, ISBN 1-84233-107-8.
- Alan Warren Friedman: Beckett in Black and Red. The Translations of Nancy Cunard's "Negro". The University Press of Kentucky, 2000, ISBN 0-8131-2129-9.
- Susanne Nadolny: Gelebte Sehnsucht. Grenzgängerinnen der Moderne. Edition Ebersbach, 2005, ISBN 3-938740-01-9.
- Anne Chisholm: Nancy Cunard. Penguin Books, New York 1981, ISBN 0-14-005572-X.
- Daphne Fielding: Emerald and Nancy: Lady Cunard and Her Daughter. 1968, ISBN 0-413-25950-1.
- Sasha Colby: Staging Modernist Lives. H. D., Mina Loy, Nancy Cunard. Three Plays and Criticism. McGill Queen’s University Press, Montréal 2017.